# Merced County
Merced County ([mərˈsɛd]) ist ein County im Zentrum des US-Bundesstaates Kalifornien. Der Verwaltungssitz (County Seat) ist Merced.

## Geographie
Das County ist nördlich von Fresno und südöstlich von San José gelegen und hat eine Gesamtfläche von 5107 Quadratkilometern. Davon sind 112 Quadratkilometer Wasserflächen (2,19 Prozent). Es grenzt im Uhrzeigersinn an die Countys: Stanislaus County, Mariposa County, Madera County, Fresno County, San Benito County und Santa Clara County.
Das County wird vom Office of Management and Budget zu statistischen Zwecken als Merced, CA Metropolitan Statistical Area geführt.

## Geschichte
Merced County wurde 1855 aus Teilen von Mariposa County gegründet. 1856 wurden Teile an das Fresno County ausgegliedert. Es hat seinen Namen vom Merced River, der durch das County fließt.
15 Bauwerke und Stätten des Countys sind im National Register of Historic Places eingetragen.

## Demografische Daten

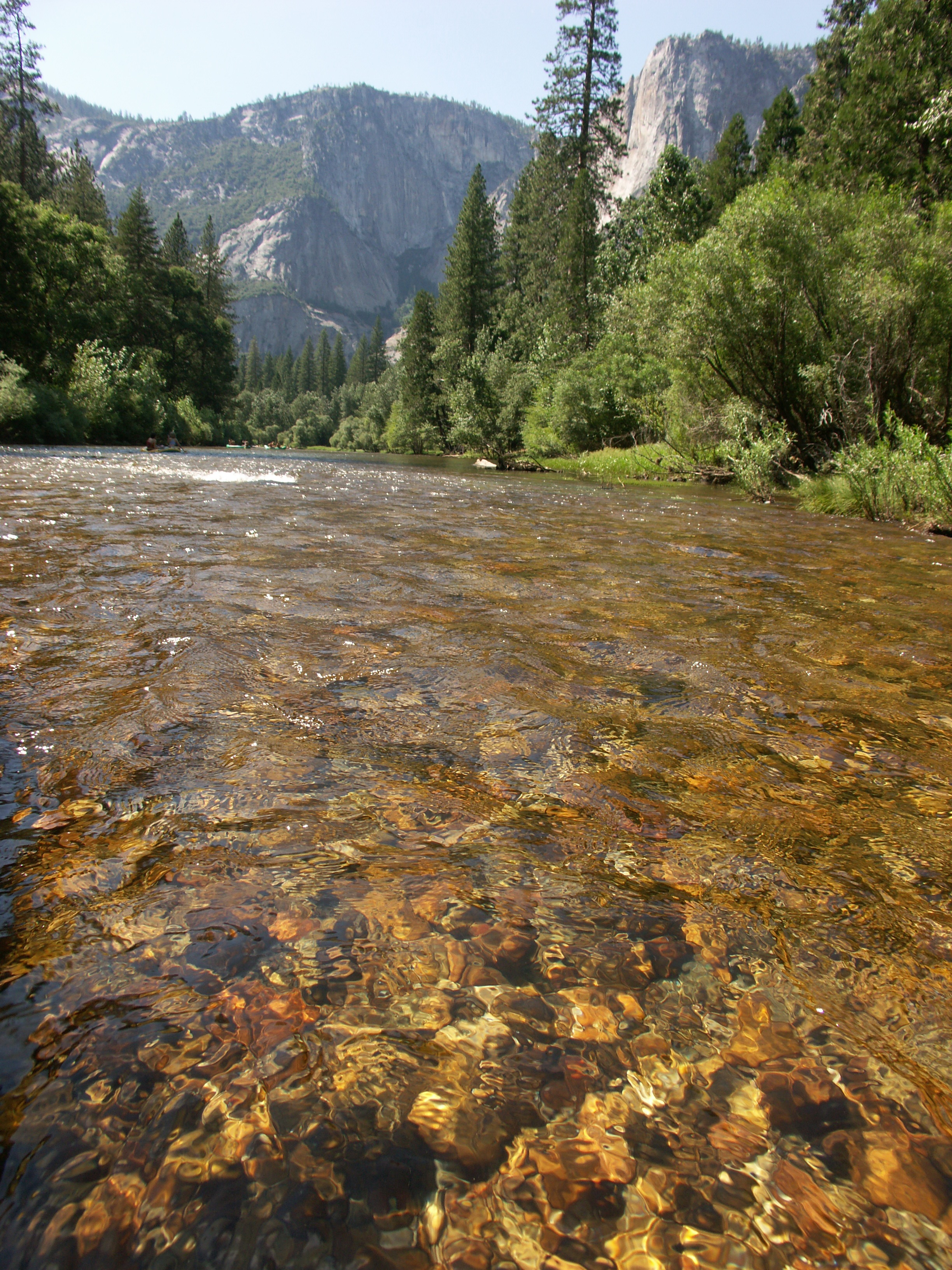
Merced River

Nach der Volkszählung im Jahr 2000 lebten in Merced County 210.554 Menschen. Es gab 63.815 Haushalte und 49.775 Familien. Die Bevölkerungsdichte betrug 42 Einwohner pro Quadratkilometer. Ethnisch betrachtet setzte sich die Bevölkerung zusammen aus 56,21 % Weißen, 3,83 % Afroamerikanern, 1,19 % amerikanischen Ureinwohnern, 6,80 % Asiaten, 0,19 % Bewohnern aus dem pazifischen Inselraum und 26,13 % aus anderen ethnischen Gruppen; 5,65 % stammten von zwei oder mehr ethnischen Gruppen ab. 45,34 % der Bevölkerung waren spanischer oder lateinamerikanischer Abstammung.
Von den 63.815 Haushalten hatten 45,40 % Kinder und Jugendliche unter 18 Jahre, die bei ihnen lebten. 57,80 % waren verheiratete, zusammenlebende Paare, 14,10 % waren allein erziehende Mütter. 22,00 % waren keine Familien. 17,70 % waren Singlehaushalte und in 7,40 % lebten Menschen im Alter von 65 Jahren oder darüber. Die Durchschnittshaushaltsgröße betrug 3,25 und die durchschnittliche Familiengröße lag bei 3,69 Personen.
Auf das gesamte County bezogen setzte sich die Bevölkerung zusammen aus 34,50 % Einwohnern unter 18 Jahren, 10,30 % zwischen 18 und 24 Jahren, 27,90 % zwischen 25 und 44 Jahren, 17,80 % zwischen 45 und 64 Jahren und 9,50 % waren 65 Jahre alt oder darüber. Das Durchschnittsalter betrug 29 Jahre. Auf 100 weibliche Personen kamen 99,30 männliche Personen, auf 100 Frauen im Alter ab 18 Jahren kamen statistisch 96,60 Männer.
Das jährliche Durchschnittseinkommen eines Haushalts betrug 35.532 USD, das Durchschnittseinkommen der Familien betrug 38.009 USD. Männer hatten ein Durchschnittseinkommen von 31.721 USD, Frauen 23.911 USD. Das Prokopfeinkommen betrug 14.257 USD. 21,70 % Prozent der Bevölkerung und 16,90 % der Familien lebten unterhalb der Armutsgrenze. 28,40 % davon waren unter 18 Jahre und 10,70 % waren 65 Jahre oder älter.

## Orte im County

### Citys
- Atwater
- Dos Palos
- Gustine
- Livingston
- Los Banos
- Merced (County Seat)

### CDPs
| - Ballico - Bear Creek - Cressey - Delhi - Dos Palos Y - El Nido - Franklin - Hilmar-Irwin - Le Grand - McSwain | - Planada - Santa Nella - Snelling - South Dos Palos - Stevinson - Tuttle - University of California-Merced - Volta - Winton |